# Cobelura vermicularis
Cleodoxus vermicularis là một loài bọ cánh cứng trong họ Cerambycidae.